# Plagiochila asplenioides
Plagiochila asplenioides ist eine Lebermoos-Art aus der Familie Plagiochilaceae. Deutschsprachige Namen sind Großes Schiefmundmoos und Großes Muschelmoos. Diese Art wird von dem sehr ähnlichen Plagiochila porelloides erst seit etwa 1980 systematisch abgetrennt.

## Merkmale
Plagiochila asplenioides ist eines der stattlichsten Vertreter der beblätterten Lebermoose in Mitteleuropa. Die sehr kräftigen bis kräftigen Pflanzen sind nicht oder wenig verzweigt, werden bis 12 Zentimeter lang und 5 bis 9 Millimeter breit, wachsen aufsteigend bis fast aufrecht und bilden üppige hell- bis dunkelgrüne Rasen oder wachsen vereinzelt zwischen anderen Moosen. Sie weisen eine gewisse Ähnlichkeit mit einem kleinen Streifenfarn (Asplenium, Name) auf. Die an der Stämmchenoberseite herablaufenden Flankenblätter sind oval bis verkehrt eiförmig mit breit abgerundeter Blattspitze, asymmetrisch, quer eingebogen und oft muschelförmig hohl. Sie sind 2,5 bis 4,2 Millimeter lang und 2,0 bis 4,2 Millimeter breit. Der Blattrand ist meist klein gezähnt, seltener fast ganzrandig. Unterblätter sind sehr klein oder fehlen ganz.
Blattzellen sind abgerundet-sechseckig, in der Blattmitte 32 bis 48 µm groß, dünnwandig, mit leicht verdickten Zellecken. Pro Zelle sind 4 bis 10 Ölkörper vorhanden, sie sind kugelig, oval oder traubenförmig.
Wie auch die übrigen Arten der Gattung ist Plagiochila asplenioides zweihäusig. Perianthien werden sehr selten gebildet, sie ragen weit aus den Hüllblättern heraus, sind bis 1 Zentimeter groß, oben plattgedrückt und haben eine dornig gezähnte Mündung. Sporenkapseln sind oval, 70 bis 80 µm dick, die glatten Sporen sind 16 bis 18 µm groß. Sporenreife ist im Frühjahr.

## Ökologie
Plagiochila asplenioides wächst auf frischen bis nassen, meist beschatteten, nährstoffreicheren, kalkarmen bis basenreichen und humosen Standorten, besonders am Boden und an Böschungen in Wäldern, weiters an quelligen Stellen in Auwäldern, seltener am Grund von Bäumen, auf morschem Holz oder humosen Felsen. In der Ebene ist es oft selten, verbreitet bis häufig dagegen im Gebirge, hier steigt es bis in die subalpine Höhenstufe.

## Verbreitung
In Europa ist die Art weit verbreitet, ausgenommen im hohen Norden. In Südeuropa kommt sie nur in den Gebirgen vor. Außerhalb von Europa gibt es Vorkommen in Westasien und Nordamerika.